# فاسكو فيريتي
فاسكو فيريتي (بالإيطالية: Vasco Ferretti)‏ هو مؤرخ محلي ‏ إيطالي، ولد في 25 أغسطس 1935 في بوغيانو في إيطاليا.